# Шмедесвурт
Шмедесвурт (нем. Schmedeswurth) — община в Германии, в земле Шлезвиг-Гольштейн. 
Входит в состав района Дитмаршен. Подчиняется управлению КЛьГ Марне-Ланд.  Население составляет 206 человек (на 31 декабря 2010 года). Занимает площадь 5,91 км².
Коммуна подразделяется на 5 сельских округов.